# Delphyre minuta
Delphyre minuta är en fjärilsart som beskrevs av Heinrich Benno Möschler 1877. Delphyre minuta ingår i släktet Delphyre och familjen björnspinnare. Inga underarter finns listade i Catalogue of Life.